# دورنير دو 31
دورنير دو 31 (بالإنجليزية: Dornier Do 31)‏ هي إقلاع وهبوط عمودي من صناعة دورنير للطائرات. كان أول طيران لها في 10 فبراير 1967. صنع منها 3 طائرة.